# Cantó de Donzy
El cantó de Donzy és un cantó francès del departament del Nièvre, situat al districte de Cosne-Cours-sur-Loire. Té 10 municipis i el cap és Donzy.

## Municipis
- Cessy-les-Bois
- Châteauneuf-Val-de-Bargis
- Ciez
- Colméry
- Couloutre
- Donzy
- Menestreau
- Perroy
- Sainte-Colombe-des-Bois
- Saint-Malo-en-Donziois

## Història
| Data d'elecció                           | Identitat       | Partit                                                         | Qualitat |
| ---------------------------------------- | --------------- | -------------------------------------------------------------- | -------- |
| 1949-1988                                | Henri Clément   | Divers droite, després UDR, després DVD, després divers gauche |          |
| 1988-1994                                | Claude Dekeyne  | Divers gauche                                                  |          |
| 1994-                                    | Thierry Flandin | Divers droite                                                  |          |
| les dades anteriors no són pas conegudes |                 |                                                                |          |
|                                          |                 |                                                                |          |

## Demografia
| A partir de 1990: Població sense dobles comptes |